# Uwe Sachs
Uwe Sachs (* 5. April 1959 in Freiburg im Breisgau) ist ein ehemaliger deutscher Ringer, Olympiavierter 1984 im griech.-röm. Stil im Halbschwergewicht.

## Werdegang
Uwe Sachs begann als Jugendlicher in Freiburg im Breisgau mit dem Ringen. Er gehörte während seiner ganzen Laufbahn dem SV Freiburg-Haslach an. In diesem Verein wurde er zu einem Ringer im griech.-röm. Stil ausgebildet. Mit 13 Jahren wurde er in der Klasse bis 56 kg Körpergewicht deutscher Schülermeister (heute C-Jugend). Diesem Sieg folgten im Jugend- und Juniorenbereich noch mehrere deutsche Meisterschaften. 1980 gewann Uwe Sachs im Halbschwergewicht seinen ersten deutschen Meistertitel bei den Senioren vor Pedro Pawlidis aus Aalen, dem er bis 1986 noch sechs weitere folgen ließ.
Auf der internationalen Ringermatte platzierte sich Uwe im Juniorenbereich bei drei Meisterschaften im Vorderfeld. 1977 belegte er bei der Junioren-WM in Las Vegas im Mittelgewicht den 4. Platz, 1978 gewann er bei der Junioren-EM in Oulu die Bronzemedaille und 1979 wurde er bei der Junioren-WM in Haparanda 5. Sieger im Halbschwergewicht.
1981 startete Uwe erstmals bei einer internationalen Meisterschaft bei den Senioren. In Göteborg erreichte er dabei bei der Europameisterschaft im Halbschwergewicht einen guten 6. Platz. Er feierte dabei u. a. Siege über Thomas Horschel aus der DDR (5:2-Punktsieg) und den Olympiasieger des Vorjahres in Moskau Norbert Növényi aus Ungarn (6:3-Punktsieg).
Er konnte in den Folgejahren diesen Erfolg nicht wiederholen. Er landete bei den Welt- und Europameisterschaften, an denen er teilnahm, nicht mehr im Vorderfeld. Eine Ausnahme bildeten die Olympischen Spiele 1984 in Los Angeles. Dort gewann er seine ersten drei Kämpfe und rang nach einer Niederlage gegen den Rumänien Ilie Matei gegen den schwedischen Weltmeister Frank Andersson um die Bronzemedaille. Diesen Kampf konnte Uwe lange Zeit offen halten, unterlag aber dann letztendlich doch mit 0:5 Punkten und kam dadurch auf den 4. Platz.
1986 beendete Uwe Sachs, der während seiner Zeit als aktiver Ringer Angehöriger der Bundeswehr war, seine internationale Laufbahn.

## Internationale Erfolge
(OS = Olympische Spiele, WM = Weltmeisterschaft, EM = Europameisterschaft, GR = griech.-röm. Stil, Mi = Mittelgewicht, Hs = Halbschwergewicht, damals bis 82 kg bzw. 90 kg Körpergewicht)
- 1977, 4. Platz, Junioren-WM in Las Vegas, GR, Mi, hinter Banjew, UdSSR, Fodor, Ungarn u. Bozirew, Bulgarien und vor Steven Fraser, USA;

- 1978, 3. Platz, Junioren-EM in Oulu, GR, Hs, hinter Sergej Golubowitsch, UdSSR u. Krassimir Krumow, Bulgarien u. vor Hannu Kinnunen, Finnland u. Christer Gulldén, Schweden;

- 1978, 2. Platz, Turnier in Klaus bei Salzburg, GR, Mi, hinter Franz Pitschmann, Österreich und vor Dall'Ala, Italien;

- 1979, 1. Platz, Intern. Turnier in Arlon/Belgien, GR, Hs, vor René Trüby u. Kai Staab, bde. BRD;

- 1979, 5. Platz, Junioren-WM in Haparanda, GR, Hs, hinter Waleri Schdanow, UdSSR, Christer Gulldén, Grzegorz Wilczewski, Polen u. Atanas Komtschew, Bulgarien u. vor Michael Löbnitz, DDR;

- 1980, 1. Platz, Turnier in Klaus b. Salzburg, Gr, Hs, vor Jan Szatkowski, Polen u. Georgios Pozidis, Griechenland;

- 1981, 6. Platz, EM in Göteborg, GR,Hs, mit Siegen über Pal Berger, Norwegen, Thomas Horschel, DDR u. Norbert Növényi, Ungarn u. Niederlagen gegen Alexander Dubrowski, UdSSR, Georgios Pozidis u. Atanas Komtschew;

- 1982, unpl., EM in Warna, GR, Hs, Aufgabe wegen Verletzung im ersten Kampf gegen Karoly Kopas, Jugoslawien;

- 1982, 13. Platz, WM in Kattowitz, GR, Hs, nach Niederlagen gegen Frank Andersson, Schweden (3:5 Punktniederlage) u. Al Dong, China;

- 1983, 4. Platz, "Stanislaus Pytalinski"-Turnier in Warschau, GR, Hs, hinter Krosni, Bulgarien, Norbert Növenyi u. Dabrowski, Polen;

- 1983, 11. Platz, EM in Budapest, GR, Hs, nach Niederlagen gegen Dabrowski u. Igor Kanygin, UdSSR;

- 1983, 10. Platz, WM in Kiew, GR, Hs, mit einem Sieg über Toni Hannula, Finnland u. Niederlagen gegen Atanas Komtschew u. Georgios Pozidis;

- 1983, 3. Platz, CISM-Militär-WM in Villeurbanne/Frankreich, GR, Hs, hinter Georgios Pozidis, Picconello, Italien u. vor Torabi, Iran u. Craig Pittman, USA;

- 1984, 2. Platz, Großer Preis der BRD in Freiburg im Breisgau, GR,Hs, hinter Igor Kanygin u. vor Ilie Matei, Rumänien, Franz Marx, Österreich u. Dusan Masar, CSSR;

- 1984, 7. Platz, EM in Jönköping, GR, Hs, Sieger: Atanas Komtschew vor Igor Kanygin, Georgios Pozidis u. Ilie Matei;

- 1984, 4. Platz, OS in Montreal, GR,Hs, mit Siegen über Ibrahim, Ägypten, Franz Marx, Österreich u. Jean-Francois Court, Frankreich u. Niederlagen gegen Ilie Matei u. Frank Andersson;

- 1984, 1. Platz, CISM-Militär-WM in Philadelphia, GR, Hs;

- 1985, 3. Platz, Großer Preis der BRD in Aschaffenburg, GR, Hs, hinter Igor Kanygin u. Franz Pitschmann u. vor Reiner Weber, BRD, Bakker, Niederlande u. Spiaschwili, Israel;

- 1985, 13. Platz, EM in Leipzig, GR, Hs, nach Niederlagen gegen Franz Pitschmann u. Andrzej Malina, Polen

## Deutsche Meisterschaften
- 1977, 3. Platz, GR, Mi, hinter Kurt Spaniol, Köllerbach u. Toni Kunkel, AC Goldbach,
- 1979, 2. Platz, GR, Hs, hinter Pedro Pawlidis, Aalen u. vor Kai Staab, Goldbach,
- 1980, 1. Platz, GR, Hs, vor Pedro Pawlidis u. Wolfgang Deffner, Kaltental,
- 1981, 1. Platz, GR, Hs, vor Reiner Weber, Nürnberg u. Pedro Pawlidis,
- 1982, 1. Platz, GR, Hs, vor Pedro Pawlidis u. Rene Trüby, Hausen-Zell,
- 1983, 1. Platz, GR, Hs, vor Reiner Weber u. Wolfgang Graupeter, Graben-Neudorf,
- 1984, 1. Platz, GR, Hs, vor Franz Seelos, Schifferstadt u. Reiner Weber,
- 1985, 1. Platz, GR, Hs, vor Reiner Weber u. Gerhard Himmel, Aschaffenburg,
- 1986, 1. Platz, GR, Hs, vor Roger Gries, Mömbris-Königshofen u. H.-Dieter Schulz